# اولی هونس
اولی هوینس (به آلمانی: Ulrich (Uli) Hoeneß) (زادهٔ ۵ ژانویه ۱۹۵۲ در اولم، بادن-وورتمبرگ) مهاجم بازنشسته فوتبال اهل آلمان است. او سابقه بازی برای باشگاه فوتبال بایرن مونیخ و باشگاه فوتبال نورنبرگ را دارد.

## زندگی ورزشی
هوینس ۸ سال برای بایرن مونیخ بازی کرده‌است و تمامی عنوان‌های باشگاهی را با این تیم کسب کرده‌است. هوینس با بایرن مونیخ قهرمانی در رقابتهای لیگ قهرمانان اروپا، جام بین قاره‌ای باشگاهای جهان، بوندس لیگا و جام حذفی آلمان را کسب کرده‌است. همراه تیم ملی آلمان نیز در جام جهانی ۱۹۷۴ قهرمان جهان و ۱۹۷۲ قهرمان اروپا شده‌است. اولی هوینس، در تاریخ ۱۳ مارس ۲۰۱۴ به اتهام فرار از پرداخت مالیات به سه سال و نیم زندان محکوم شد.
به نقل از ایسنا، هوینس در تاریخ ۱۴ مارس ۲۰۱۴ از ریاست باشگاه بایرن استعفا داد تا دوران حبس خود را در زندان سپری کند.

## افتخارها

### باشگاهی
- بایرن مونیخ
  - جام حذفی آلمان: قهرمان ۱۹۷۱
  - جام باشگاه‌های اروپا: قهرمان ۱۹۷۶-۱۹۷۵-۱۹۷۴
  - بوندسلیگا: قهرمان ۱۹۷۴-۱۹۷۳-۱۹۷۲
  - جام باشگاه‌های جهان: قهرمان ۱۹۷۶

### ملی
- تیم ملی آلمان
  - جام ملت‌های اروپا: قهرمان ۱۹۷۲
  - جام جهانی: قهرمان ۱۹۷۴